# Ferdinand von Alten
Ferdinand von Alten (1885 – 1933) foi um ator alemão nascido na Rússia. Atuou em filmes mudos entre 1916 e 1933.

## Filmografia selecionada
- 1920: Anna Boleyn
- 1920: Katherina die Große
- 1920: Gentlemen-Gauner
- 1921: Danton
- 1921: Der Mann ohne Namen
- 1921: Der Stier von Olivera
- 1922: Der Graf von Charolais
- 1922: Othello
- 1923: Die Flamme
- 1923: Schatten - Eine nächtliche Halluzination
- 1931: Arme, kleine Eva
- 1932: Die - oder keine
- 1932: Das erste Recht des Kindes
- 1932: Es wird schon wieder besser
- 1932: Der Geheimagent
- 1932: Der Stolz der 3. Kompanie
- 1932: Theodor Körner
- 1932: Der tolle Bomberg
- 1932: Gräfin Mariza
- 1932: Drei von der Stempelstelle
- 1933: Das Meer ruft